# Hồ Thảo Hải
Hồ Thảo Hải (tiếng Trung: 草海, bính âm: Cǎohǎi, nghĩa là biển cỏ) là một hồ tự nhiên nằm ở phía tây tỉnh Quý Châu, tây nam Trung Quốc. Hồ này nằm cạnh dãy núi Uy Ninh, cận kề trung tâm huyện Uy Ninh. Làng Thảo Hải nằm ngay rìa vùng đất lầy lội của hồ. Kể từ năm 1985, khu vực bao quanh hồ hợp thành một khu bảo tồn tự nhiên gọi là Khu bảo tồn tự nhiên Thảo Hải cấp tỉnh do tỉnh Quý Châu quản lý và kể từ năm 1992 là cấp quốc gia của Cộng hòa Nhân dân Trung Hoa.

## Thônng tin chung
Hồ này nguyên thủy có diện tích tới 4.666,2 km² (1.802 dặm vuông Anh). Tuy nhiên do kết quả của việc tưới tiêu, gieo trồng và thay đổi khí hậu trong vài thập kỉ gần đây nên diện tích hồ đã bị thu hẹp lại chỉ còn khoảng 27,5 km² (10,6 dặm vuông Anh). Độ sâu trung bình hiện tại của nó khoảng 2 m (6 ft) và độ cao của nó là 2.200 m (7.200 ft) trên mực nước biển. Toàn bộ khu bảo tồn có diện tích 120 km² (46 dặm vuông Anh).

## Hệ động vật
Hồ này là vùng đất lầy lội lớn nhất và quan trọng nhất ở tây nam Trung Quốc, nơi trú đông cho loài sếu cổ đen (Grus nigricollis), loài sếu sinh sống trên cao nguyên duy nhất còn sót lại trên thế giới. Bên cạnh đó, hồ cũng là nơi sinh sống của 184 loài chim khác, như sếu xám (Grus grus), sếu mào (Grus monacha), hạc trắng (Ciconia ciconia), hạc đen (Ciconia nigra), ngỗng đầu kẻ (Anser indicus), ưng vàng (Aquila chrysaetos), đại bàng đầu nâu (Aquila heliaca), đại bàng đuôi trắng (Haliaeetus albicilla) và vịt khoang hung đỏ (Tadorna ferruginea).